# Phaeohelotium
Phaeohelotium Kanouse – rodzaj grzybów z rodziny tocznikowatych (Helotiaceae).

## Systematyka i nazewnictwo
Pozycja w klasyfikacji według Index Fungorum
Helotiaceae, Helotiales, Leotiomycetidae, Leotiomycetes, Pezizomycotina, Ascomycota, Fungi.
Gatunki występujące w Polsce
- Phaeohelotium carneum (Fr.) Hengstm. 2009[2]
- Phaeohelotium epigaeum (P. Karst.) Baral & Friebes 2020[2]
- Phaeohelotium nobile (Velen.) Dennis 1971[2]
- Phaeohelotium terrestre (Velen.) Svrček 1987[3]
- Phaeohelotium vernum (Boud.) Declercq 2014[2]

Nazwy naukowe na podstawie Index Fungorum. Wykaz gatunków według M.A. Chmiel i innych.